# شيلي بيرغ
شيلي بيرغ (بالإنجليزية: Shelly Berg)‏ هو معلم موسيقى وأستاذ جامعي وعازف بيانو وعازف جاز أمريكي، ولد في 18 أغسطس 1955 في كليفلاند في الولايات المتحدة.

## وصلات خارجية
- شيلي بيرغ على موقع ميوزك برينز (الإنجليزية)
- شيلي بيرغ على موقع أول ميوزيك (الإنجليزية)
- شيلي بيرغ على موقع ديسكوغز (الإنجليزية)